# La Viñuela
La Viñuela  est une commune de la province de Malaga dans la communauté autonome d'Andalousie en Espagne.

## Géographie
|  | Puente de Salia |             |
|  | Nom ?           | Río Bermuza |
|  | Portugalejo     |             |

### Climat
- Température moyenne : 17 °C
- Heures de soleil à l'année : 2900 h/an
- Précipitations : 568 l/m²

## Démographie
| 1991  | 1996  | 2001  | 2004  | 2005  | 2008  |
| ----- | ----- | ----- | ----- | ----- | ----- |
| 1 154 | 1 165 | 1 281 | 1 481 | 1 622 | 1 973 |